# Armanaz
Armanaz (arab. أرمناز) – miasto w Syrii w muhafazie Idlib. W 2004 roku miasto liczyło 10 296 mieszkańców.